# Поляна (Кам'янський район)
Поля́на — село в Україні, у Божедарівській селищній громаді Кам'янського району Дніпропетровської області.
Населення складає 58 осіб.

## Географія
Село Поляна розташоване біля витоків річки Суха Саксагань, нижче за течією на відстані 2 км розташоване село Благословенна. Річка в цьому місці пересихає, на ній зроблено кілька загат.

## Населення

### Мова
Розподіл населення за рідною мовою за даними перепису 2001 року:
| Мова       | Відсоток |
| ---------- | -------- |
| українська | 94,8 %   |
| російська  | 5,2 %    |